# Live in Leipzig
Live In Leipzig – album zespołu Mayhem nagrany w Lipsku w Niemczech. Był to ostatni koncert z udziałem Deada w zespole. Płyta została poświęcona jego pamięci.

## Lista utworów
| Nr | Tytuł utworu              | Długość |
| -- | ------------------------- | ------- |
| 1. | „Deathcrush”              | 4:37    |
| 2. | „Necrolust”               | 3:46    |
| 3. | „Funeral Fog”             | 6:31    |
| 4. | „The Freezing Moon”       | 7:05    |
| 5. | „Carnage”                 | 4:06    |
| 6. | „Buried by Time and Dust” | 5:29    |
| 7. | „Pagan Fears”             | 7:00    |
| 8. | „Chainsaw Gutsfuck”       | 5:07    |
| 9. | „Pure Fucking Armageddon” | 3:10    |
|    |                           | 46:51   |

## Twórcy
- Dead (Per Yngve Ohlin) – śpiew
- Euronymous (Øystein Aarseth) – gitara elektryczna
- Necrobutcher (Jørn Stubberud) – gitara basowa
- Hellhammer (Jan Axel Blomberg) – perkusja